# Lilltjärnen (Västra Ämterviks socken, Värmland)
Lilltjärnen är en sjö i Sunne kommun i Värmland och ingår i Göta älvs huvudavrinningsområde.